# 20 halerzy czechosłowackich (1972)
20 halerzy (cz. 20 haléřů, słow. 20 halierov) – czechosłowacka moneta obiegowa o nominale 20 halerzy bita w latach 1972–1990 i pozostająca w obiegu do roku 1993. Autorem projektu był rzeźbiarz i medalier František David.

## Wzór
W centralnej części awersu znalazł się stylizowany herb Czechosłowackiej Republiki Socjalistycznej – wizerunek znajdującego się na tarczy w kształcie husyckiej pawęży czeskiego wspiętego lwa o podwójnym ogonie. Na jego piersi umieszczono mniejszą tarczę z reprezentującym Słowaków symbolem watry na tle sylwetki tatrzańskiego szczytu Krywań. Bezpośrednio poniżej zamieszczono rok bicia monety. Wzdłuż krawędzi znalazła się zapisana zewnętrznie nazwa kraju („ČESKOSLOVENSKÁ SOCIALISTICKÁ REPUBLIKA”) zajmująca oba boki i dół monety.
Rewers monety przedstawiał duży, zapisany arabskimi cyframi nominał pod pięcioramienną gwiazdą. Cyfry częściowo nakładały się na siebie nawzajem oraz na położoną w dolnej części mniejszą literę „h” stanowiącą określenie waluty. Poniżej cyfry 2, przy lewej krawędzi monety zamieszczono niewielki inicjał „D”, znak projektanta Františka Davida.

## Nakład
Podstawę prawną emisji nowych monet o nominale 20 h stanowiło zarządzenie Ministra Finansów z 24 sierpnia 1972 r. W jego treści zawarto zarówno wzór nowej monety, jak i jej parametry fizyczne. Przewidziano, że będzie bita z krążków o masie 2,6 g (±2%) wykonanych z mosiądzu (stop miedzi – 79% – z cynkiem – 20% – i 1-procentową niklu). Wskazano również, że rant dwudziestohalerzówek ma być ząbkowany, a średnica gotowych monet ma mierzyć 19,5 mm. Ich grubość wyniosła w przybliżeniu 1,2 mm.
Bite w mennicy w Kremnicy monety wyemitowano po raz pierwszy 1 października 1972 r., zastępując w praktyce nominały 25 h z 1953 i 1962 wycofane z końcem 1972 roku. Nowe serie 20-halerzowych monet produkowano rokrocznie przez kolejnych 19 lat w łącznej liczbie ponad 600 mln sztuk.
Monety wzoru z 1972 pozostały w obiegu aż do rozpadu Czechosłowacji i uległy denominacji odrębnie w Czechach i na Słowacji jednocześnie ze swoimi następcami z 1991 roku – odpowiednio z końcem lipca i listopada roku 1993.
| rok  | nakład     |       |
| ---- | ---------- | ----- |
| 1972 | 25 820 000 | [ 2 ] |
| 1973 | 39 095 000 | [ 2 ] |
| 1973 | 24 795 000 | [ 2 ] |
| 1975 | 30 025 000 | [ 2 ] |
| 1976 | 30 540 000 | [ 2 ] |
| 1977 | 30 655 000 | [ 2 ] |
| 1978 | 30 095 000 | [ 2 ] |
| 1979 | 12 120 000 | [ 2 ] |
| 1980 | 52 301 000 | [ 2 ] |
| 1981 | 35 126 160 | [ 2 ] |
| 1982 | 41 238 847 | [ 2 ] |
| 1983 | 50 160 000 | [ 2 ] |
| 1984 | 33 684 957 | [ 2 ] |
| 1985 | 40 454 791 | [ 2 ] |
| 1986 | 37 055 000 | [ 2 ] |
| 1987 | 26 975 000 | [ 2 ] |
| 1988 | 18 259 999 | [ 2 ] |
| 1989 | 29 980 000 | [ 2 ] |
| 1990 | 15 030 000 | [ 2 ] |